# Utzenfeld
Utzenfeld (în alemanică Utzefäld) este o comună din landul Baden-Württemberg, Germania.

## Istorie
Menționată pentru prima dată în 1294, comuna a ținut mai întâi de Abația Sfântului Blasiu, înainte de a fi donată în 1368 Austriei Anterioare. În 1806, în urma Păcii de la Pressburg, comuna a fost încredințată Marelui Ducat de Baden.